# Saint-Symphorien-de-Mahun
Saint-Symphorien-de-Mahun ist eine französische Gemeinde mit 117 Einwohnern (Stand: 1. Januar 2022) im Département Ardèche in der Region Auvergne-Rhône-Alpes. Sie gehört zum Arrondissement Tournon-sur-Rhône und zum Kanton Haut-Vivarais. Die Bewohner werden Sanfourios genannt.

## Geografie
Saint-Symphorien-de-Mahun liegt etwa elf Kilometer südwestlich von Annonay. Umgeben wird Saint-Symphorien-de-Mahun von den Nachbargemeinden Vocance im Norden, Satillieu im Osten und Süden, Lalouvesc im Süden und Südwesten, Saint-Pierre-sur-Doux im Südwesten sowie Saint-Julien-Vocance im Westen.

## Bevölkerungsentwicklung
| Jahr                       | 1962 | 1968 | 1975 | 1982 | 1990 | 1999 | 2006 | 2019 |
| Einwohner                  | 308  | 254  | 197  | 174  | 150  | 131  | 133  | 120  |
| Quellen: Cassini und INSEE |      |      |      |      |      |      |      |      |

## Sehenswürdigkeiten
- Kirche Notre-Dame in Veyrines, Monument historique

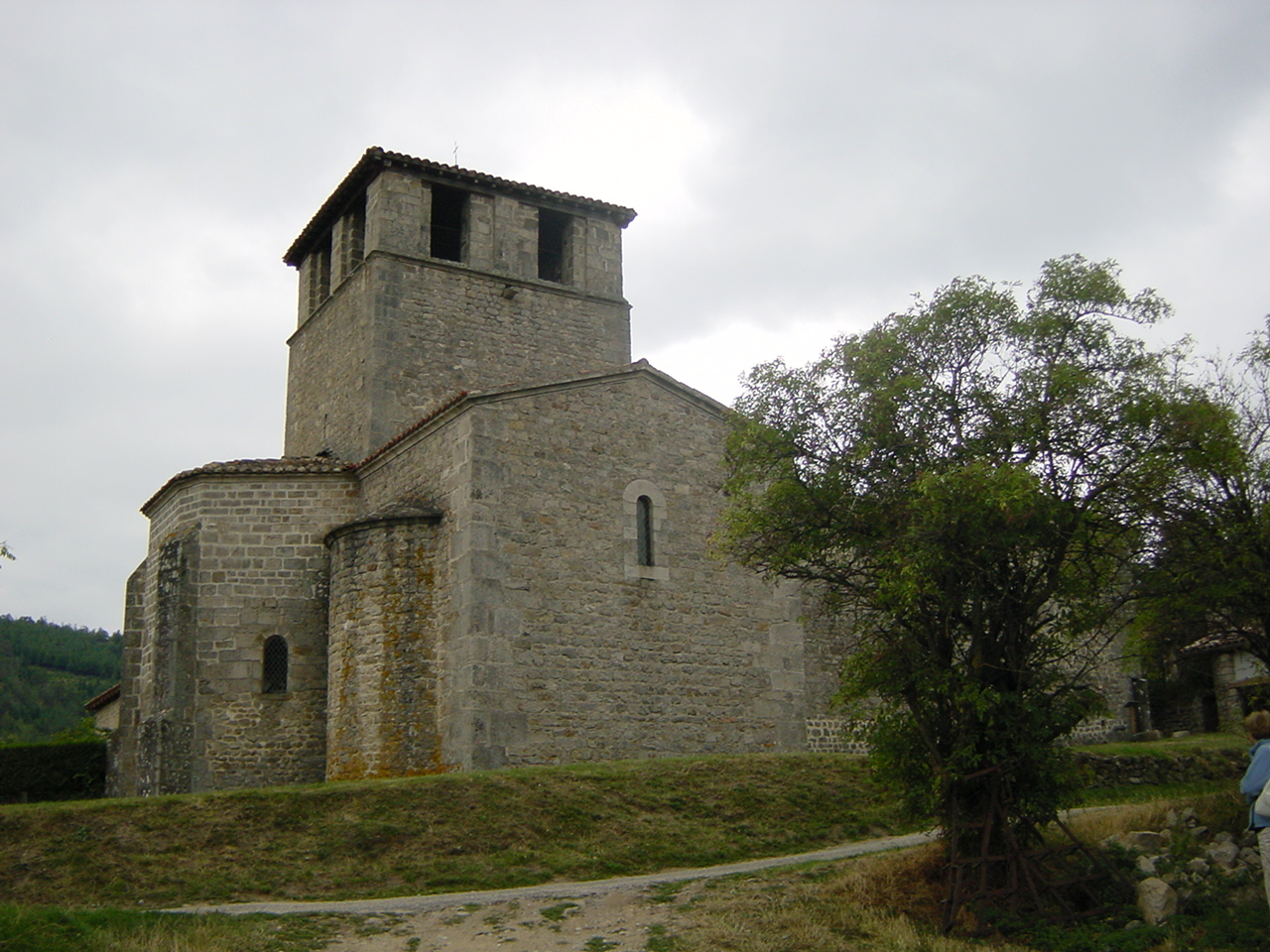
Kirche Notre-Dame

- Reste einer Burg